# Sidney Tarrow
Sidney George Tarrow (auch Sid; * 11. März 1938) ist ein US-amerikanischer emeritierter Politikwissenschaftler, der seit 1972 Vergleichende Politik und Regierungslehre an der Cornell University lehrte. Sein Interesse gilt vor allem den sozialen Bewegungen auf nationaler und transnationaler Ebene.
Tarrow studierte an der Syracuse University (B.A. 1960, Amerikanistik); an der Columbia University (M.A. 1961, Öffentliches Recht und Regierungslehre); an der University of California, Berkeley (Ph.D.1965, Politikwissenschaft). Als Emeritus ist er Maxwell Upson Professor für Regierungslehre und außerordentlicher Professor für Rechtswissenschaften.

## Werk

### Soziale Bewegungen
Vor 1990 befasste sich Tarrow mit dem Kommunismus und Lokalpolitik. Sein Klassiker Power in Movement (1994) analysiert die kulturellen, organisatorischen und persönlichen Quellen der Macht sozialer Bewegungen. Ihr Lebenszyklus gehört zum politischen Kampf, den die gegebene oder fehlende politische Opportunität beeinflussen. Laut Tarrow nehmen soziale Bewegungen zu, wenn sich nach Änderung politischer Bedingungen die Möglichkeiten für Störungen eröffnen und die sozialen Bewegungen ihrerseits Politik und Strukturen verändern können. Tarrows fünf Elemente politischer Möglichkeiten sind: 1) Zugangsvergrößerung, 2) Anhängerverschiebung, 3) Elitenteilung, 4) einflussreiche Verbündete und 5) Unterdrückung versus Begünstigung. Tarrow hält die Macht sozialer Bewegungen im Gegensatz zu politischen oder wirtschaftlichen sozialen Institutionen für weniger offensichtlich, aber für genauso real. Er erklärt die zyklische Geschichte sozialer Bewegungen (sichtbar in Form der Protestzyklen) und zeigt, wie Bewegungen verschiedene Lebensbereiche beeinflussen können, z. B. das persönliche Leben, politische Reformen und die politische Kultur. Er nennt vier Voraussetzungen für nachhaltige soziale Bewegungen, die in einer Bevölkerung Anklang finden können: 1) politische Möglichkeiten, 2) diffuse soziale Netzwerke, 3) bekannte Formen kollektiver Aktion (auch bekannt als Repertoire von Streitformen (contention) bei Charles Tilly) und 4) kulturelle Rahmen.

### Transnationaler Aktivismus
Tarrow publizierte 2001 mit Doug McAdam und Charles Tilly Dynamics of Contention (Cambridge 2001), worin der Rahmen der sozialen Bewegung erweitert worden ist, um ein breiteres Spektrum von Streitformen im Ringen um Integration und Demokratisierung abzudecken. Die Beispiele beginnen mit der Französischen Revolution und europäischen Nationalbewegungen im 19. Jh. und reichen bis zu Hindu-Muslim-Kämpfen und dem Zerfall der Sowjetunion. Es folgte Tarrows Neuer Transnationaler Aktivismus (Cambridge 2005), in dem er den Rahmen auf den neuen transnationalen Streitzyklus anwendete, der der Globalisierung folgt. Ein Beispiel sind die internationalen Proteste gegen den Irakkrieg 2003 der USA. Dies hat er später z. B. auf den Arabischen Frühling übertragen. 

### Trumpismus
Ein neues Thema ist seit 2018 der Trumpismus als soziale Bewegung bzw. die Oppositionsbewegung gegen den Trumpismus in den USA. Vom Faschismus Mussolinis oder von Juan Perón unterscheide sich der Politiker Trump, indem er 1) eine spezielle Rhetorik nutze, die Personen wie Obama mit fragwürdigen Anschuldigungen direkt angreife, die den Massen schmeichle wegen ihrer größeren Weisheit als die der "korrupten Eliten", die Frauen angreife (Misogynie, Reifikation durch Angriffe auf Hillary Clinton, die ihr "Frauending" mache) und Xenophobie; 2) in besonderer Weise populistische und plutokratische Elemente verbinde; 3) über eine ausgedehnte hybride Organisationsform mit formalen (Übernahme der Republikaner) und digitalen (Social Media) Elementen verfüge.

## Schriften
- Peasant Communism in Southern Italy, New Haven, Connecticut: Yale University Press, 1967.
- Between Center and Periphery: Grassroots Politicians in Italy and France, Yale UP, 1977.
- Democracy and Disorder, Oxford University Press, 1989.
- Power in Movement: Collective Action, Social Movements and Politics, Cambridge University Press, 1994. (Spanisch: El Poder en Movimiento, Alianza, 1998; durchgesehen: Power in Movement: Social Movements and Contentious Politics, Cambridge UP, 1998).[2]
- (mit David S. Meyer) The Social Movement Society: Contentious Politics for a New Century. Rowman & Littlefield, 1998.
- (mit Doug Imig) Contentious Europeans: Protest and Politics in a Europeanizing Polity. Rowman and Littlefield, 2001.
- (mit Doug McAdam u. Charles Tilly) Dynamics of Contention. Cambridge UP, 2001, ISBN 978-0521011877.
- The New Transnational Activism, Cambridge UP, 2005. ISBN 978-0521616775.
- Strangers at the Gates: Movements and States in Contentious Politics, Cambridge UP, 2012.
- War, States, and Contention, Cornell University Press, 2015.
- (mit David Meyers et al.) The Resistance: The Dawn of the Anti-Trump Opposition Movement, Oxford University Press, 2018, ISBN 978-0-19088618-9.
- Movements and Parties: Critical Connections in American Political Development, Cambridge UP, 2021. ISBN 978-1-00901396-3.
- Trumpism. In: The Wiley-Blackwell Encyclopedia of Social and Political Movements. John Wiley & Sons, Ltd, 2022, ISBN 978-0-470-67487-1, S. 1–6 (wiley.com [abgerufen am 15. Mai 2025]).